# Rhyticeros
Rhyticeros ist eine Gattung der Nashornvögel (Bucerotidae), deren Vertreter in Südostasien beheimatet sind. Ein deutscher Name ist nicht etabliert.
Wie alle Nashornvögel sind auch die Arten, die zur Gattung Rhyticeros gehören, Höhlenbrüter. Das Weibchen verbringt mehrere Wochen in einer Baumhöhle, deren Zugang bis auf einen schmalen Spalt zugemauert ist. Durch diesen schmalen Spalt füttert das Männchen sie und später auch die Jungvögel.
Von den sechs Arten, die der Gattung zugerechnet werden, gelten vier Arten als in ihrem Bestand gefährdet: Helmhornvogel, Sundajahrvogel, Narcondamhornvogel und Sumbahornvogel.

## Merkmale
Es sind mittelgroße bis große Nashornvögel, deren Körperlänge von 45 Zentimeter (Narcondam-Jahrvogel) bis 85 Zentimeter (Furchenhornvogel) reicht. Die Oberschnäbel bei fünf der Arten weisen keinen voll ausgebildeten Hornhelm auf, sondern nur einen erhabenen Wulst an der Schnabelbasis, der eine Reihe von Querfurchen oder Reifen hat. Die nackte Haut an der Kehle und im Gesicht ist auffällig gefärbt. Die Gefiederfärbung ist bei den beiden Geschlechtern unterschiedlich, der Schwanz ist bei vier der Arten weiß. Lediglich der Sumbahornvogel hat einen schwarzen Schwanz.
Wie die übrigen Vertreter der Nashornvögel sind alle Arten der Gattung Rhyticeros Höhlenbrüter.

## Verbreitungsgebiet

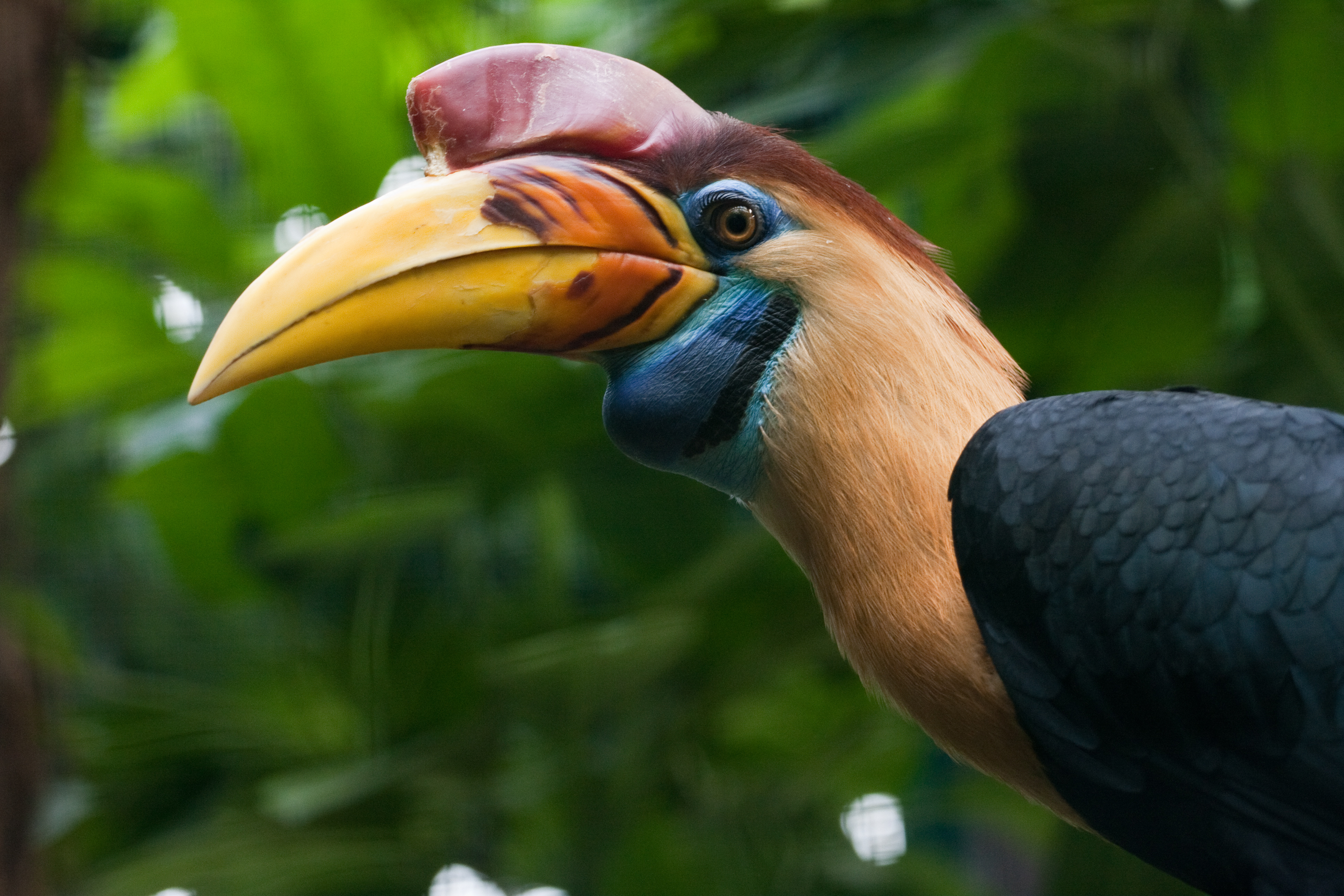
Helmhornvogel

Das Verbreitungsgebiet der Nashornvögel, die zur Gattung Rhyticeros gezählt werden, ist Südostasien. Zwei der Arten, nämlich der Narcondam-Jahrvogel und der Sumbahornvogel sind typische Endemiten, die auf verhältnismäßig kleinen Inseln vorkommen. Beide Arten gelten auf Grund der auf diesen Inseln stattfindenden Lebensraumveränderungen als gefährdet. Der Papuahornvogel dagegen ist auf mehreren Inseln Indonesiens vertreten und gilt als nicht gefährdet. Das Verbreitungsgebiet des Sundajahrvogels ist wegen seiner Ähnlichkeit mit dem Furchenhornvogel nicht genau definiert. Die früheren Angaben, dass die Art im äußersten Osten Indiens und Sumatra vorkomme, gelten mittlerweile als fehlerhaft. Belegt ist dagegen ein Vorkommen für den Südosten von Myanmar, den Westen, Südwesten und äußerste Süden Thailands sowie der Norden der malaiischen Halbinsel. Die Bestandssituation des Sundajahrvogels wird mit gefährdet eingestuft, während der Furchenhornvogel als nicht gefährdet gilt.

## Arten

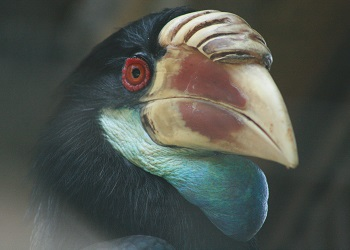
Sumbahornvogel

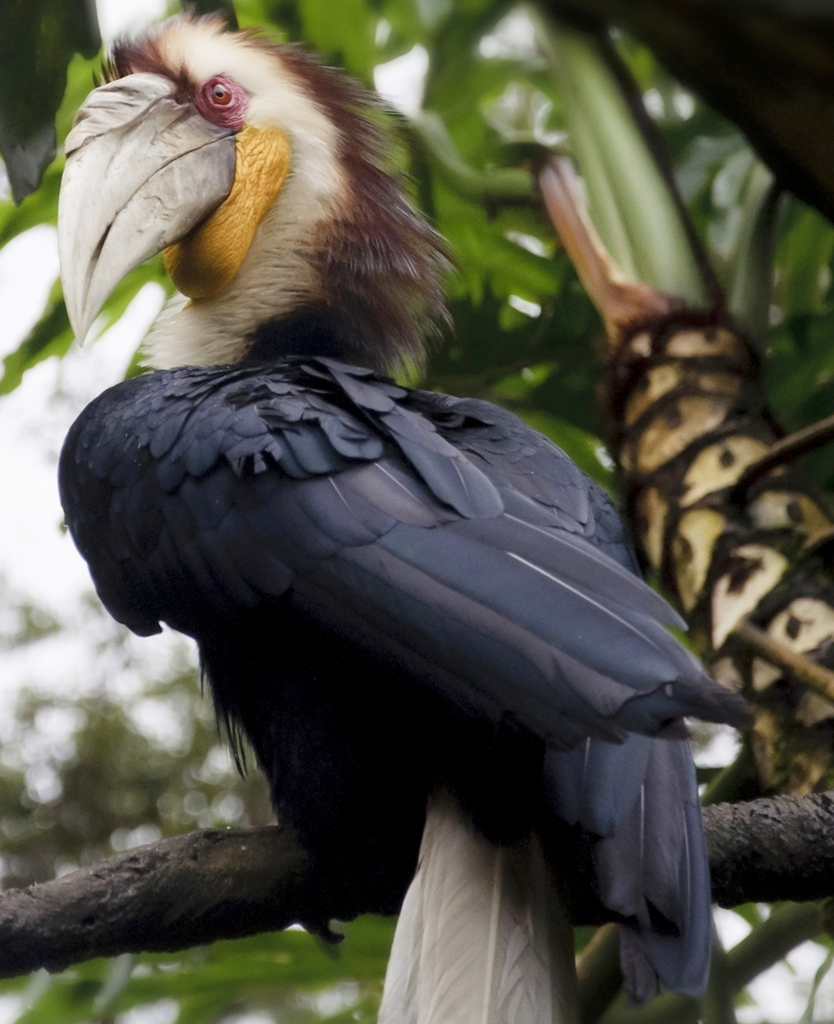
Männchen des Furchenhornvogels

Es werden folgende Arten zur Gattung Rhyticeros gerechnet:
- Helmhornvogel (Rhyticeros cassidix)
- Sumbahornvogel (Rhyticeros everetti)
- Narcondamhornvogel (Rhyticeros narcondami)
- Papuahornvogel (Rhyticeros plicatus)
- Sundajahrvogel (Rhyticeros subruficollis)
- Furchenhornvogel, Jahrvogel (Rhyticeros undulatus)

## Furchenhornvogel und Mensch

### Haustier und Jagd
Zumindest aus der ersten Hälfte des 20. Jahrhunderts wird berichtet, dass die indigenen Völker in seinem Verbreitungsgebiet den Furchenhornvogel immer wieder als Haustier hielten. Er muss dazu aber als Jungvogel gefangen werden. Adulte Vögel, die gehalten werden, können gegenüber dem Halter sehr aggressiv werden. Im indischen Bundesstaat Assam wurden Furchenhornvögel noch in den 1920er Jahren geschossen und als Heilmittel verkauft.

### Dedikationsnamen
Das Artepitheton everetti des Sumbahornvogels ehrt Alfred Hart Everett (1848–1898), einen britischen Beamten und Verwaltungsangestellten in Borneo, der sich einen Namen als Ornithologe, Naturforscher und zoologischer Sammler machte.

## Einzelbelege
1. ↑  Kemp: The Hornbills - Bucerotiformes. S. 227.
2. ↑  Kemp: The Hornbills - Bucerotiformes. S. 233.
3. ↑  Rhyticeros everetti in der Roten Liste gefährdeter Arten der IUCN 2012. Eingestellt von: BirdLife International, 2012. Abgerufen am 1. November 2016.
4. ↑  Rhyticeros plicatus in der Roten Liste gefährdeter Arten der IUCN 2012. Eingestellt von: BirdLife International, 2012. Abgerufen am 30. Oktober 2016.
5. 1 2 3   Rhyticeros subruficollis in der Roten Liste gefährdeter Arten der IUCN 2012. Eingestellt von: BirdLife International, 2012. Abgerufen am 1. November 2016.
6. ↑  Rhyticeros undulatus in der Roten Liste gefährdeter Arten der IUCN 2012. Eingestellt von: BirdLife International, 2012. Abgerufen am 1. November 2016.
7. ↑  Kemp: The Hornbills - Bucerotiformes. S. 235.
8. ↑  Bo Beolens, Michael Watkins: Whose Bird? Men and Women Commemorated in the Common Names of Birds. Christopher Helm, London 2003, ISBN 0-7136-6647-1, S. 205.